# Kråksmåla
Kråksmåla ist ein Ort in der Gemeinde Nybro in Småland. Das gut erhaltene Kirchdorf liegt an Länsväg 125 in einer dünn besiedelten Gegend und ist geschützt als Reichsinteresse. Die Holzkirche von 1761 hat mittelalterliche Inventarien, wie eine Birgitta-Skulptur von Johannes Stenrat.
Kråksmåla entstand im Spätmittelalter auf dem Allmend von Högsby. Die Kirchgemeinde wird im 1435 erwähnt. Bis 2010 hatte der Ort den Status eines småorts, verlor diesen dann jedoch, als die Einwohnerzahl unter 50 fiel.

## Söhne und Töchter des Ortes
- Carl Wollert (1877–1953), Sportschütze

## Einzelnachweise

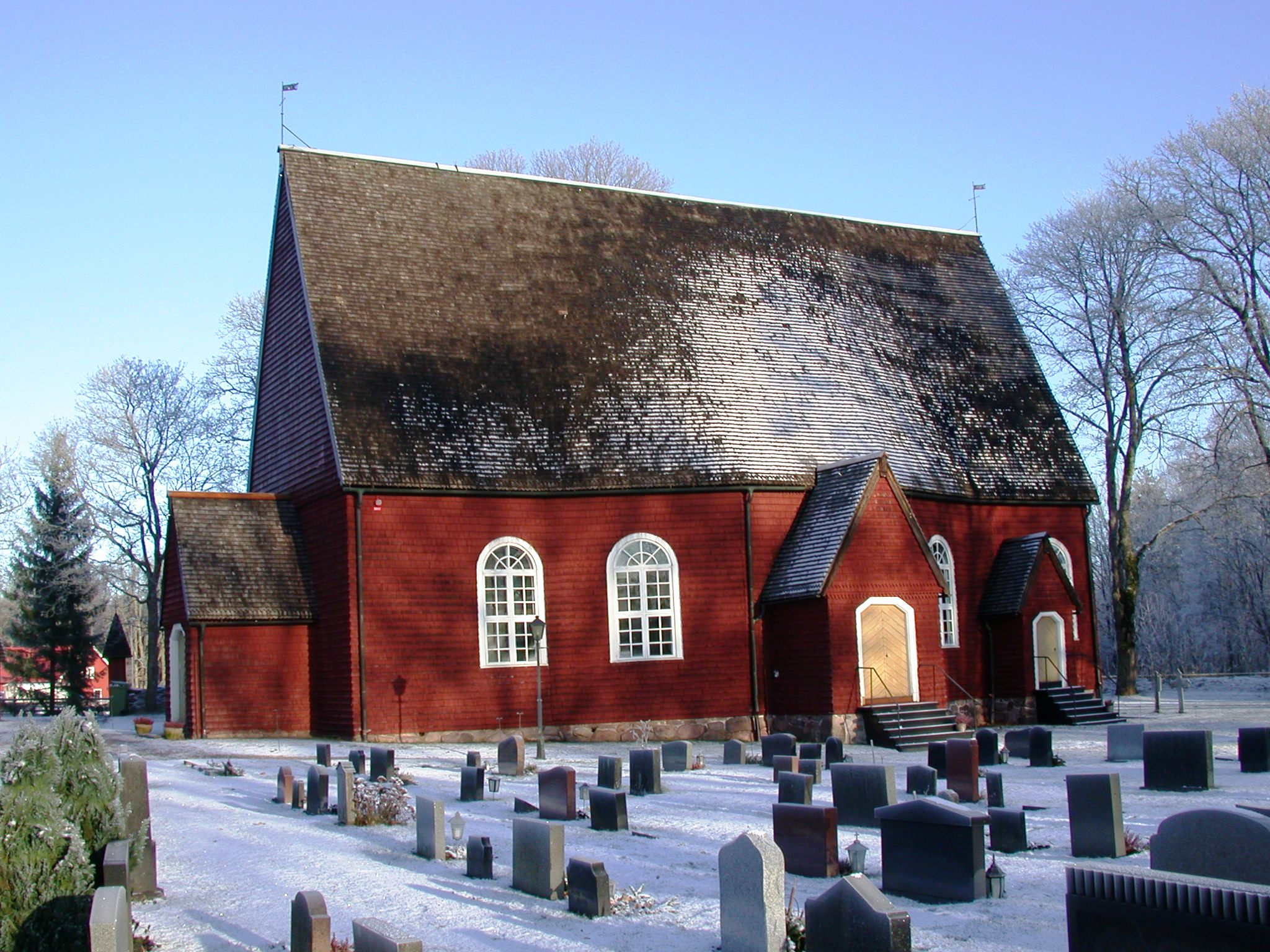
Kråksmåla Kirche